# Parapsammophila ludovicus
Parapsammophila ludovicus är en biart som först beskrevs av Frederick Smith 1856.
Parapsammophila ludovicus ingår i släktet Parapsammophila och familjen grävsteklar. Inga underarter finns listade i Catalogue of Life.